# Juziers
Juziers là một xã thuộc tỉnh Yvelines, trong vùng Île-de-France, Pháp, có cự ly khoảng 10 km về phía đông của Mantes-la-Jolie.
Người dân địa phương trong tiếng Pháp gọi là Juziérois.
Xã này nằm ở bờ bắc sông Seine, Juziers là một xã nông nghiệp.

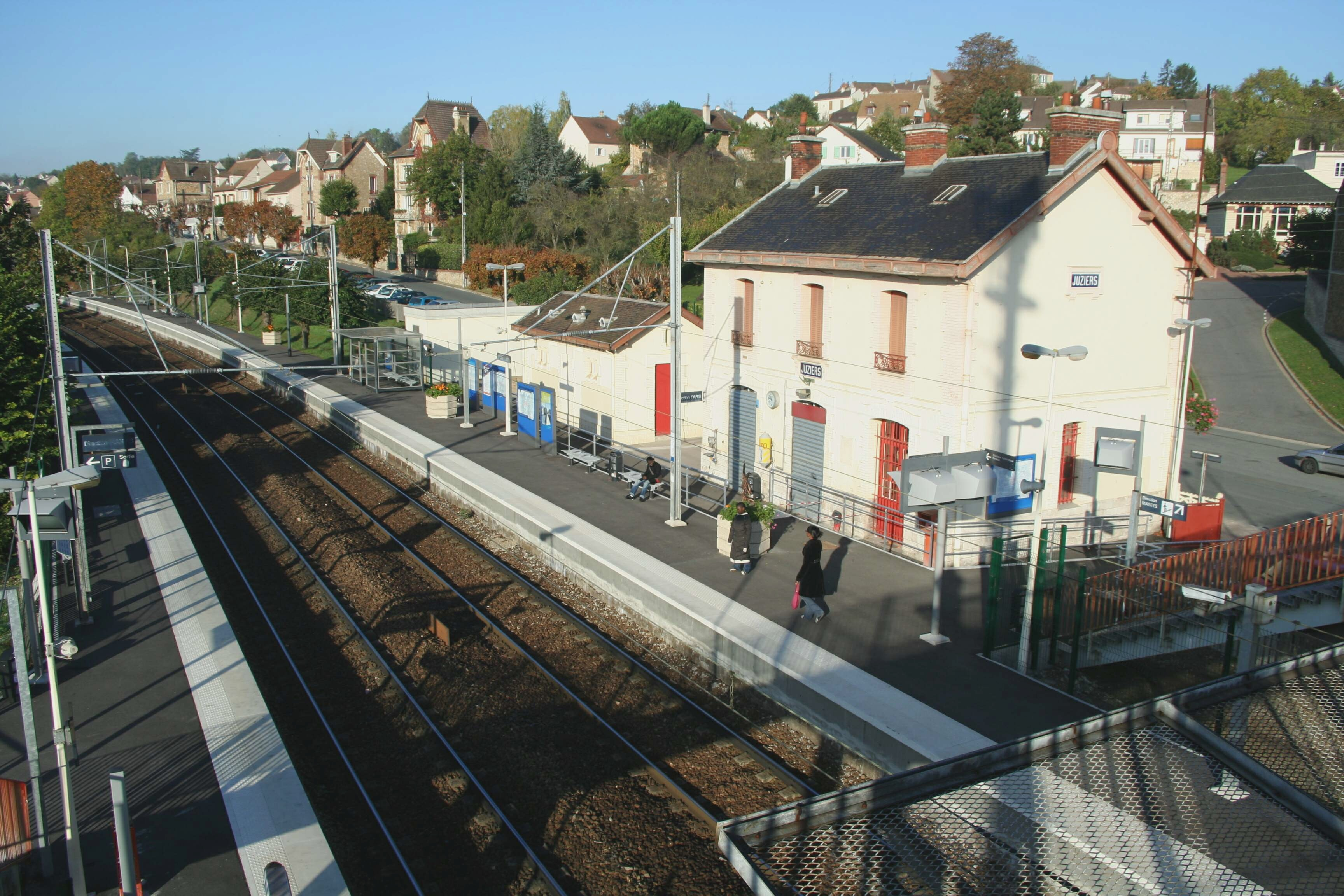
Nhà ga Juziers

Các xã giáp ranh là: Gargenville về phía tây, Brueil-en-Vexin và Oinville-sur-Montcient về phía bắc, Mézy-sur-Seine về phía đông. Về phía nam, sông Seine là ranh giới giữa xã này và Aubergenville.